# Odilone di Baviera
Odilone (... – 18 gennaio 748) fu duca dei Bavari, dal 736 alla sua morte.

## Origine
Di Odilone non si conosce la precisa parentela ma si sa che era discendente degli Agilolfingi ed era lo zio di Swanachilde, la seconda moglie di Carlo Martello (circa 690–† 741), maggiordomo dei tre regni Austrasia, Neustria e Borgogna che, per quattro anni, dal 737 al 741, fu regina dei Franchi, pur non avendone il titolo.
Secondo alcuni, era figlio di Gotfrido (?-709) della famiglia degli Agilolfingi: se così, i suoi fratelli furono Lantfrido, duca degli Alemanni assieme all'altro fratello Teodebaldo, Huoching e Regarde, che sposò Ildeprando (Hildeprand), duca di Spoleto.

## Biografia
Nel 739, succedette a Ugoberto di Baviera, come duca dei Bavari.
Sempre nel 739, Odilone invitò il futuro arcivescovo di Magonza, san Bonifacio, a venire nel ducato, dove rimase per molti giorni, a diffondere il Vangelo tra i suoi sudditi, per riportarli nel solco della vera fede. Odilone presiedette con Bonifacio la suddivisione della Bavaria in 4 diocesi, nominando i vescovi di Regensburg, Freising, Passau, e Salzburg, seguiti poi, nel 741, da un quinto, quello di Würzburg.
Dopo la morte del marito, Carlo Martello, avvenuta nel 741, secondo l'anonimo continuatore del cronista Fredegario, nel 742, sua nipote, Swanachilde consigliò la figliastra, Iltrude, figlia del defunto marito, di passare il Reno scortata da alcuni suoi amici, e contro i consigli dei suoi fratelli, Carlomanno e Pipino, raggiungere il duca dei Bavari, Odilone, che la costrinse a sposarlo contro la sua volontà (secondo l'Ex Chronico Sigeberti monachi, invece Odilone aveva rapito Iltrude e l'aveva costretta a sposarlo).
Nel 743 Odilone si ribellò all'autorità dei Franchi assieme al duca alemanno (e forse fratello) Teodebaldo, costringendo così i cognati, Carlomanno e Pipino a radunare l'esercito per attaccare la Bavaria. Si accamparono sulle rive del fiume Lech, mentre sulla sponda opposta si erano radunati non solo Bavari ma anche Sassoni, Svevi e Alemanni. Non potendo attraversare il fiume in quel punto, dopo alcuni giorni, Carlomanno, dopo aver diviso in due gruppi l'esercito, lo attraversò di notte, in zone paludose e disabitate, e piombando inaspettatamente sugli avversari, li sconfissero, mentre Odilone e Teodorico duca dei Sassoni fuggirono oltre il fiume Inn, I Franchi fecero molti prigionieri tra cui il messo del papa, Sergio, che convinse i Franchi a ritornare in patria.
Nel 744 Carlomanno e Pipino intervennero ancora in Baviera e dopo averlo sconfitto Carlomanno fece la pace con Odilone: Odilone accettò di essere vassallo dei Franchi, ma rimase duca dei Bavari.
Nel 746 Odilone, secondo la volontà di Pipino, elesse a vescovo di Salisburgo, Virgilio
Odilone morì il 18 gennaio 748 e subito dopo arrivò in Baviera il nipote, il figlio di Swanachilde, Grifone, che era anche suo cognato.
Grifone fu ben accolto dalla sorellastra, Iltrude, la vedova di Odilone, reggente per conto del figlioletto il nuovo duca, Tassilone III. Grifone, avanzando delle pretese dinastiche (in quanto figlio di una principessa di Baviera, Swanachilde) usurpò il trono a Tassilone III, bambino di 7 anni. Saputo ciò Pipino si recò in Baviera e catturato Grifone e, dopo aver riconfermato sul trono ducale il nipote Tassilone portò con sé nel regno dei franchi Grifone, che ricevette dodici contee in Neustria, tra cui Le Mans.

## Discendenza
Odilone e Iltrude ebbero un figlio:
- Tassilone III (742-794), ultimo duca dei Bavari degli Agilolfingi sino al 787, quando accusato di tradimento da Carlo Magno fu imprigionato e deposto.

### Fonti primarie
- (LA)  Fredegario, FREDEGARII SCHOLASTICI CHRONICUM CUM SUIS CONTINUATORIBUS, SIVE APPENDIX AD SANCTI GREGORII EPISCOPI TURONENSIS HISTORIAM FRANCORUM[collegamento interrotto].
- (LA)  Annales Mettenses Priores.
- (LA)  Monumenta Germanica Historica, tomus primus.
- (LA)  Rerum Gallicarum et Francicarum Scriptores, tomus tertius.
- (LA)  ANNALES REGNI FRANCORUM[collegamento interrotto].

### Letteratura storiografica
- Christian Pfister, La Gallia sotto i Franchi merovingi. Vicende storiche, in Storia del mondo medievale - Vol. I, Cambridge, Cambridge University Press, 1978,  pp. 688-711.